# Серый волк (фильм)
«Серый волк» — советский фильм 1962 года режиссёра Тамары Родионовой, по мотивам романа «Сказка о сером волке» Евгения Пермяка.

## Сюжет
Позабытая ныне работа режиссёра Тамары Родионовой «Серый волк» по произведению Евгения Пермяка едва ли не впервые в советском кинематографе поднимает тему эмиграции в лихолетье Гражданской войны.
О встрече двух братьев через сорок лет после Гражданской войны. Пётр и Трофим Бахрушины родились в одной деревне. Пётр в Гражданскую пошёл в Красную Армию, после войны в родной деревне стал председателем колхоза. Трофим воевал в войсках Колчака, оказался в эмиграции в США, стал там фермером. И вот через сорок лет Трофим, вместе с американским журналистом Джоном Тейнером, с которым заключил контракт: он должен помочь журналисту написать книгу о встрече двух братьев — из «свободного мира» и «коммунистического ада», приезжает в родные края…

## В ролях
- Константин Синицын — Пётр Бахрушин
- Борис Горшенин — Трофим Бахрушин
- Георгий Куликов — Фёдор Стекольников
- Нина Никитина — Дарья Степановна
- Николай Гринько — Джон Тейнер
- Лариса Архипова — Катя
- Евгений Лебедев — Пантелей
- Валентина Романова — Елена Сергеевна
- Владимир Максимов — Андрей Логинов
- Ирина Мурзаева — Пелагея

В эпизодах: Сергей Карнович-Валуа, Сергей Плотников, Ксения Златковская, Михаил Ладыгин, Николай Рождественский,Татьяна Тарасова, Ия Ужова.

## О фильме
Всесоюзная премьера состоялась в московском Доме кино 3 октября 1962 года.